# SXDF-NB1006-2

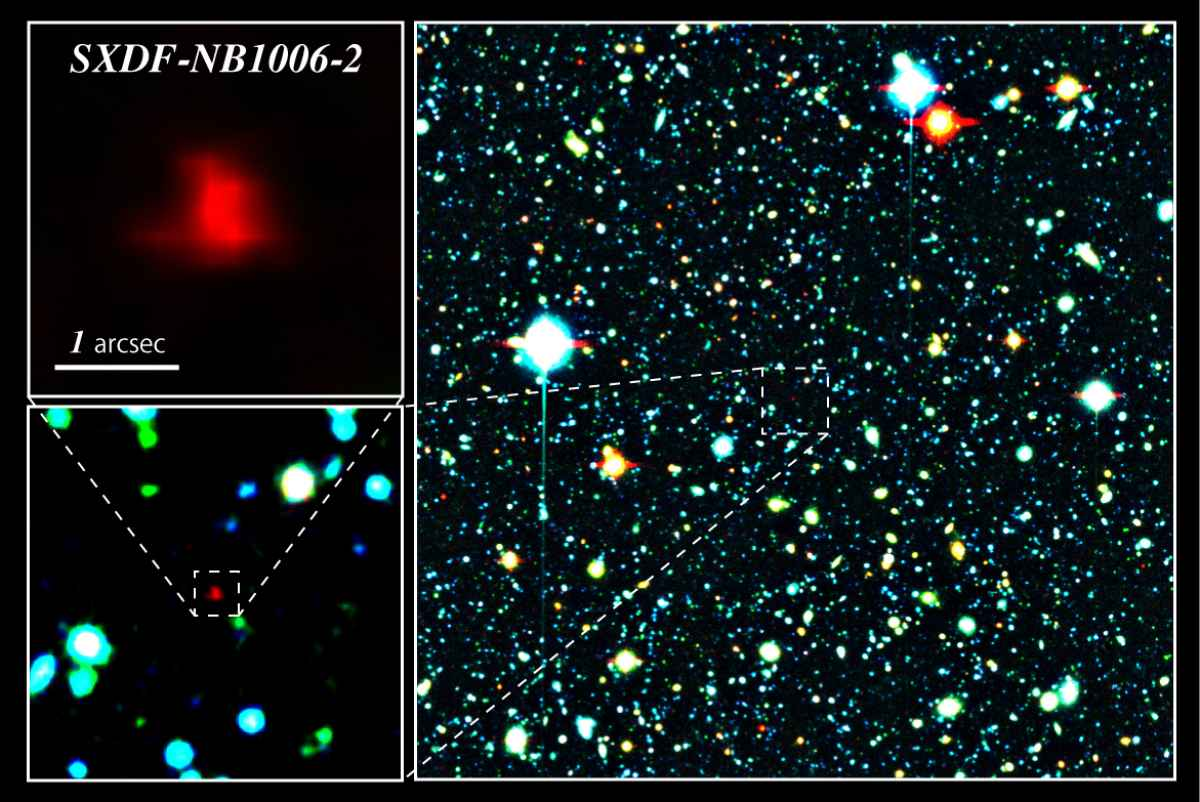
المجرة SXDF-NB1006-2

 SXDF-NB1006-2  هي مجرة من أبعد المجرات المكتشفة عنا، يبلغ إنزياحها الأحمر
z=7.213 وبالتالي تقع على بـُعد 12.91 مليار سنة ضوئية عنا . أكتشفها مرصد سوبارو الذي بنته اليابان على قمة جبل مونا كيا بهاواي وقام التلسكوب بتصويره في «حقل بالغ البعد» Subaru XMM-Newton Deep Survey Field لمدة طويلة. وقد اعتبرت هذه المجرة أبعد المجرات عنا عند اكتشافها في يونيو 2012 حيث لم تكن أرصاد بعض الأجرام الكونية البعيدة الأخرى قد قيّمت وحـٌسبت. وقد فاق بٌعد هذه المجرة بعد المجرة الأخرى GN-108036 التي كانت تحتل الرقم القياسي السابق في مدى بعدها عنا، والتي قام أيضا مرصد سوبارو باكتشافها.